# Xã Mill Creek, Quận Mercer, Pennsylvania
Xã Mill Creek (tiếng Anh: Mill Creek Township) là một xã thuộc quận Mercer, tiểu bang Pennsylvania, Hoa Kỳ. Năm 2010, dân số của xã này là 721 người.